# Rorippa globosa
Rorippa globosa är en korsblommig växtart som först beskrevs av Porphir Kiril Nicolai Stepanowitsch Turczaninow, och fick sitt nu gällande namn av August von Hayek. Rorippa globosa ingår i släktet fränen, och familjen korsblommiga växter. Inga underarter finns listade i Catalogue of Life.